# マン・ハンティング/人間狩り
『マン・ハンティング/人間狩り』（英語：Savage Harvest）は、1981年に公開されたロバート・コリンズによるアメリカ合衆国-ブラジル-ケニアのサスペンス映画とパニック映画。

## あらすじ
アフリカのケニアで大干ばつが発生し、ライオンの群れが人間の集落を襲う。農園の一家はライオンの群れと戦い、脱出を図る。

## キャスト
| 役名         | 俳優                     | 日本語吹替 |
| ------------ | ------------------------ | ---------- |
| ケイシー     | トム・スケリット         | 堀勝之祐   |
| マギー       | ミシェル・フィリップス   | 宗形智子   |
| デレク       | デレク・パートリッジ     | 納谷六朗   |
| ジョン       | ショーン・スティーヴンス | 鈴置洋孝   |
| ウェンディ   | アン・マリー・マーティン | 幸田直子   |
| クリスティー | タナ・ヘルファー         | 安永沙都子 |

### 日本語字幕スタッフ
- 日本語版制作：ワーナー・ホーム・ビデオ・ジャパン （日本VHS版）
- 初回放出：1987年8月7日（日本VHS版）
- 字幕： 相川直子

### 日本語吹替スタッフ
- 演出：河村常平
- 翻訳：井場洋子
- 調整：星一郎
- 制作：東北新社